# António Taí
Pour les articles homonymes, voir Tai.
António Taí, de son nom complet António Carlos Sousa Laranajeira Lima Taí, est un footballeur portugais né le 11 août 1948 à Amarante. Il évoluait au poste d'arrière gauche.

## Biographie

### En club
António Taí est d'abord joueur du Boavista FC entre 1970 et 1976. Dans son passage, il remporte deux Coupes du Portugal en 1975 et 1976,.
Fort de ses succès, il est transféré au FC Porto en 1976, club qu'il représente jusqu'en 1978.
Après avoir remporté une Coupe du Portugal en 1977, il est sacré champion du Portugal en 1978.
En 1978, il retourne à Boavista. Il remporte avec le club une dernière Coupe du Portugal en 1979.
Il dispute un total de 194 matchs en première division portugaise, inscrivant 19 buts.

### En équipe nationale
International portugais, il reçoit quatre sélections en équipe du Portugal entre 1975 et 1976, pour aucun but marqué.
Ses deux premiers matchs ont lieu dans le cadre des qualifications de l'Euro 1976 : le 19 novembre 1975  contre l'Angleterre (match nul 1-1 à Lisbonne) et le 3 décembre 1975 contre Chypre (victoire 1-0 à Setúbal).
Il dispute ensuite un match comptant pour les qualifications de la Coupe du monde 1978 le 17 novembre 1976 contre le Danemark (victoire 1-0 à Lisbonne).
Son dernier match a lieu le 22 décembre 1976 en amical contre l'Italie (victoire 2-1 à Lisbonne).

## Palmarès
Avec Boavista :
- Vainqueur de la Coupe du Portugal en 1975, 1976 et 1979
- Vainqueur de la Supercoupe du Portugal en 1979

Avec le FC Porto :
- Champion du Portugal en 1978
- Vainqueur de la Coupe du Portugal en 1977
- Finaliste de la Coupe du Portugal en 1978